# 26 Pułk Artylerii Lekkiej

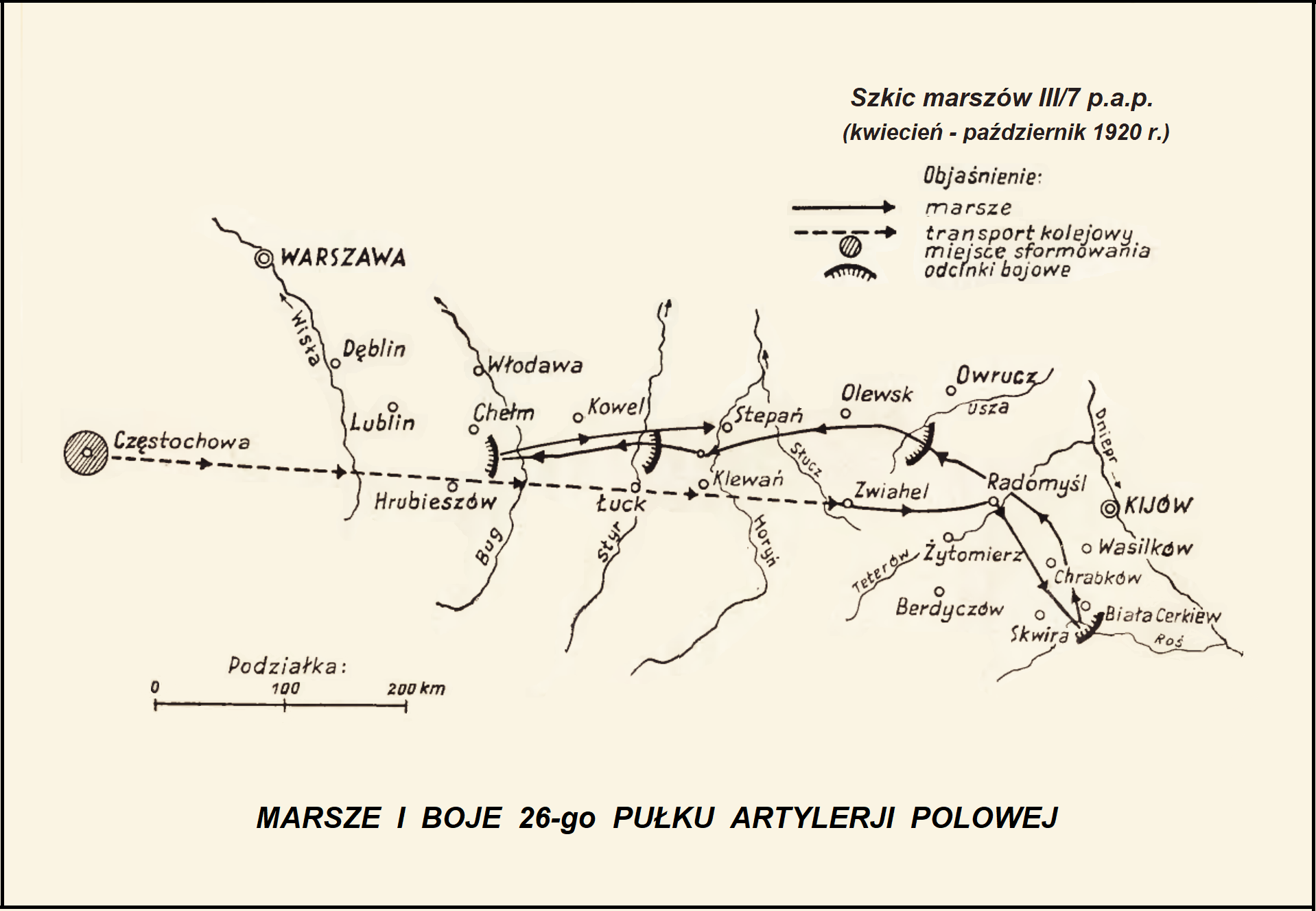
Stefan Wąsicki, Zarys historji wojennej 26 pułku artylerji polowej

26 Pułk Artylerii Lekkiej im. Króla Władysława IV (26 pal) – oddział artylerii lekkiej Wojska Polskiego II RP.
26 pułk artylerii polowej został sformowany w 1921, jako jednostka organicznej artylerii 26 Dywizji Piechoty. Tradycjami bojowymi nawiązywał do walk III dywizjonu 7 pułku artylerii polowej. W okresie międzywojennym stacjonował w Skierniewicach. Od 1929 pułk pod względem wyszkolenia fachowego podlegał dowódcy 4 Grupy Artylerii. W kampanii wrześniowej 1939 pułk walczył w składzie macierzystej dywizji w obszarze działania Armii „Poznań”.

## Bojowe tradycje pułku
W składzie sformowanego już po wojnie 26 pułku artylerii polowej znalazły się trzy baterie o bojowych tradycjach. Ministerstwo Spraw Wojskowych uznało, że 26 pap jest kontynuatorem tradycji III dywizjonu 7 pułku artylerii polowej.

### Walki pod Białą Cerkwią i nad Bugiem
Sformowany 22 lipca 1919 w Częstochowie III dywizjon 7 pap wyruszył na front przeciwbolszewicki 17 kwietnia 1920 i wraz z innymi oddziałami 7 Dywizji Piechoty przygotowywał się do ofensywy kijowskiej. W jego składzie znalazły się trzy baterie 75 mm dział. Kanonierzy pochodzili przeważnie z powiatów: sosnowieckiego, częstochowskiego, kieleckiego, noworadomskiego i piotrkowskiego, a dowodził nimi mjr Juliusz Sponar. 7 baterią dowodził por. Wacna, 8. − por. Kraczkiewicz, 9. − por. Hubicki.
W myśl rozkazu Naczelnego Wodza 7 DP weszła w skład grupy gen. Edwarda Śmigłego-Rydza. W czasie marszu na Kijów działała w drugim rzucie i nie miała styczności z nieprzyjacielem. 7 maja III/7 pap osiągnął Białą Cerkiew, tam został przydzielony do 26 pułku piechoty i przeszedł do obrony. Dopiero 22 maja 7 DP weszła w kontakt taktyczny z nieprzyjacielem, a dywizjon ogniem zaporowym chronił piechotę 26 pp. 30 maja  w rejonie Białej Cerkwi Sowieci odrzucili 3/25 pp i podeszli aż do stanowisk ogniowych artylerii. Posiadająca SO we wsi Szkarówka 7 bateria znalazła się na wprost nacierającego tyralierą nieprzyjaciela. Bateria strzelała szrapnelami nastawionymi na kartacze, ale wkrótce zabrakło jej amunicji. Doszło do walki wręcz. Dopiero kontratakująca 2/27 pp odparła sowiecki atak. Niekorzystna sytuacja na styku 7. i 13 Dywizji Piechoty spowodowała, że 7 Dywizja Piechoty cofnęła się na linie Wasylków – Sitki, a potem nad Teretew, podejmując walkę z piechotą Klimienta Woroszyłowa.
15 czerwca rozpoczęły się walki pod Torczynem. Tu III dywizjon walnie przyczynił się do załamania natarcia nieprzyjaciela i zmuszenia go do odejścia na południowy wschód. 7. i 8 bateria odprzodkowały z galopu i raziły sowiecką piechotę kartaczami. Od 18 do 22 czerwca oddziały polskie organizowały obronę nad Uszą, bez styczności z przeciwnikiem. Tymczasem Sowieci zajęli Owrucz, co wymusiło odwrót nad Uborć. W czasie marszu odwrotowego kolumna została zaatakowana z boku, ale skuteczny kontratak odrzucił wroga, a artylerzyści zdobyli cztery działa. Przydzielony do XIII Brygady Piechoty III/7 pap ostrzeliwał rubież Uborci.
28 czerwca Sowieci atakowali pas obrony 7 DP pod Słobodą i Jurowem. 8. i 9 bateria wspierały walkę piechoty w tym rejonie do początku lipca. Podczas ataku na Bolarkę pluton 8 baterii pod dowództwem por. Kraczkiewicza wyjechał na otwarte pole, odprzodkował i ogniem na wprost rozproszył atakujące oddziały. Po tych walkach dywizja odeszła na Horyń i Styr. Tu dywizjon uzupełniono końmi. Poprawił się też stan zabezpieczenia logistycznego. III dywizjon na tym etapie wojny wszedł w skład XIV Brygady Piechoty. Wspierał ją pod Małą i Wielką Worbną. 11 lipca walczył nad Styrem na odcinku Połonne – Koźlinicze – Komorów, prowadząc ogień ze stanowisk w Czartoryskiem. Teren sprzyjał obrońcom, a nieprzyjaciel mógł atakować tylko niewielkimi pododdziałami. Rozpoczęte 18 lipca ataki nieprzyjaciela skutecznie powstrzymywała 9 bateria. 21 lipca wzbraniała forsowania Styru pod Nowosiołkami, a w kolejnych dniach pod Jeziorcami, pod Koźleniczami i pod Połonnem. Stanowisko obserwacyjne zorganizowane było w wieży cerkiewnej, skąd ogniem baterii kierował por. Stefan Rogiński. W walkach nad Styrem wyróżnił się też por. Kazimierz Baran. Kierował on ogniem 9 baterii będąc na pierwszej linii walczącego 11 pułku piechoty. 26 lipca 7 DP wycofała się znad Styru, 28 lipca osiągnęła Stochód i odchodziła dalej za Bug, by rozbudować obronę na odcinku Wola Uhruska − Uhrusk − Dorohursk − Husynne.

### W grupie manewrowej  operacji warszawskiej
7 Dywizja Piechoty była trzonem utworzonej w ramach operacji warszawskiej grupy manewrowej.  Jej zadaniem była osłona prawego skrzydła  wychodzącego dokontrofensywy znad Wieprza zgrupowania uderzeniowego. Szeroki front zmusił oddziały dywizji do reorganizacji systemu dowodzenia. Nastąpiła jego decentralizacja. Poszczególne baterie towarzyszyły w walce batalionom, a nawet kompaniom piechoty. Rejonem działania III dywizjonu był trójkąt, którego wierzchołkiem był Chełm. Jedno ramię stanowił Bug od Włodawy po Hrubieszów, a pozostałe boki to drogi łączące Chełm z Hrubieszowem i Chełm z Włodawą. Zadanie sprowadzało się do obrony mostów i brodów.
Od 5 sierpnia do początku września 7 DP prowadziła obronę aktywną wykonując kontrataki, wypady i lokalne uderzenia na przeciwnika. 9 bateria nie przepuszczała przez długi okres wrogich oddziałów za rzekę. 11 sierpnia, działający w składzie XIV Brygady Piechoty III/7 pap wspierał jej oddziały w wypadzie za Bug. 17 sierpnia 8 bateria wyjechała na otwarte pole i ogniem na wprost odpędziła sowiecką piechotę nacierająca na grupę płk. Józefa Olszyny-Wilczyńskiego. 27 sierpnia 7 bateria wzięła udział w wypadzie III/11 pp na wschodni brzeg rzeki. 29 sierpnia i 1 września 8 bateria powstrzymywała ataki nieprzyjaciela na Kładniów, a następnie zmusiła go do odwrotu. W podobny sposób działała 7 bateria. 11 września III/7 pap wziął udział w artyleryjskim przygotowaniu forsowania Bugu przez 25. i 27 pułk piechoty. Podjął też walkę z wrogimi pociągami pancernymi.
W pierwszych dniach października 7 DP doszła do Uborci. 7 bateria stanęła w Kisorynie, 8. w Rokitnie, a 9. w Karpijówce i tu III dywizjon 7 pap zakończył działania bojowe.
21 października 7 DP odeszła na linię demarkacyjną. III dywizjon został zakwaterowany w Stepaniu, gdzie stał do czasu podpisania traktatu pokojowego w Rydze.
| Obsada personalna III/7 pap w latach 1919–1920 | Obsada personalna III/7 pap w latach 1919–1920 | Obsada personalna III/7 pap w latach 1919–1920 |
| Stanowisko                                     | Stopień, imię i nazwisko                       | Czasokres                                      |
| ---------------------------------------------- | ---------------------------------------------- | ---------------------------------------------- |
| dowódca dywizjonu                              | mjr Juliusz Sponar                             | był IV 1920                                    |
| dowódca dywizjonu                              | mjr Witold Właszczuk                           | był VI 1920                                    |
| dowódca 7 baterii                              | por. Wacna                                     | był IV 1920                                    |
| oficer ogniowy                                 | ppor. Czesław Żebrowski                        | był V 1920                                     |
| dowódca 8 baterii                              | por. Kraczkiewicz                              | był IV 1920                                    |
| oficer                                         | por. Stefan Rogiński.                          |                                                |
| dowódca 9 baterii                              | por. Hubicki                                   | był IV 1920                                    |
| oficer ogniowy                                 | por. Kazimierz Baran                           | był VII 1920                                   |

## Pułk w garnizonie

### Formowanie i zmiany organizacyjne
26 pułk artylerii polowej został sformowany w 1921 w Skierniewicach, jako jednostka organicznej artylerii 26 Dywizji Piechoty.
W skład pułku wcielone zostały: III dywizjon 7 pułku artylerii polowej i III dywizjon 10 pułku Kaniowskiego artylerii polowej.
Organizacja pokojowa 26 pap w 1921
- dowództwo 26 pap (nowo formowane)

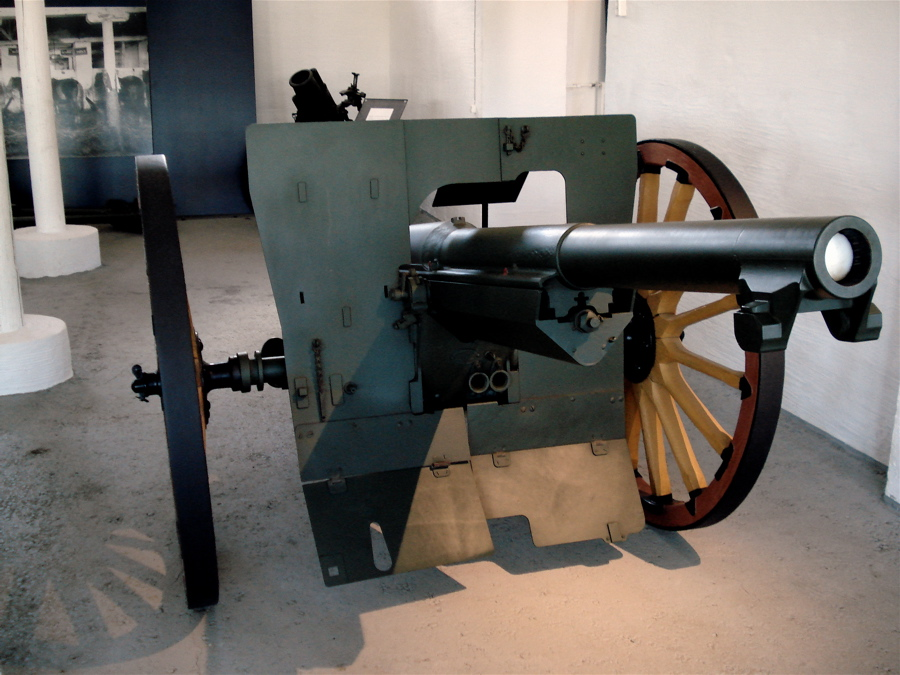
Armata 75 mm wz. 1897

- dowództwo I dywizjonu (eks-III/7 pap)
  - 2 bateria (eks-7/7 pap)
  - 3 bateria (eks-8/7 pap)
- dowództwo II dywizjonu w garnizonie Włocławek (eks-III/10 pap)
  - 5 bateria (eks-7/10 pap)
  - 6 bateria (eks-8/10 pap)
- dowództwo III dywizjonu (nowo formowane)
  - 8 bateria (eks-9/7 pap)
  - 9 bateria (eks-9/10 pap)
- kadra baterii zapasowej (eks-kadra baterii zapasowej 10 dac)[21]

18 października 1921 został wydany pierwszy rozkaz dzienny pułku.
27 czerwca 1926 w Skierniewicach kapitan Władysław Kindur razem z żoną Marią w czasie przechodzenia przez torowisko zginął pod kołami pociągu kurierskiego.
31 XII 1931  na podstawie rozkazu B. Og. Org. 1120 – 18 Org. Ministra Spraw Wojskowych marszałka Polski Józefa Piłsudskiego 26 pap został przemianowany na 26 pułk artylerii lekkiej.
14 grudnia 1937  Minister Spraw Wojskowych generał dywizji Tadeusz Kasprzycki nadał 26 pułkowi artylerii lekkiej nazwę „26 pułk artylerii lekkiej imienia Króla Władysława IV”.
| Obsada personalna i struktura organizacyjna w marcu 1939 | Obsada personalna i struktura organizacyjna w marcu 1939 |
| -------------------------------------------------------- | -------------------------------------------------------- |
| dowódca pułku                                            | płk dypl. Jan Kulczycki                                  |
| I zastępca dowódcy                                       | ppłk Zygmunt Kapsa                                       |
| adiutant                                                 | kpt. Józef Czajkowski                                    |
| naczelny lekarz                                          | ppor. rez. pdsc. lek. Jan Chomiczewski                   |
| lekarz weterynarii                                       | kpt. Jerzy Józef Łubkowski                               |
| oficer zwiadowczy                                        | kpt. Stefan Wincenty Grudniewicz                         |
| w dyspozycji dowódcy                                     | mjr kontr. Mikołaj Palijenko                             |
| II zastępca dowódcy (kwatermistrz)                       | mjr Stanisław Hieronim Milli                             |
| oficer mobilizacyjny                                     | kpt. adm. (art.) Józef Sosenkiewicz                      |
| zastępca oficera mobilizacyjnego                         | kpt. Lucjan Henryk Burjan                                |
| oficer administracyjno-materiałowy                       | chor. Władysław Koziczak                                 |
| oficer gospodarczy                                       | kpt. int. Jerzy Żędzian                                  |
| oficer żywnościowy                                       | chor. Feliks Barański                                    |
| dowódca plutonu łączności                                | por. Tadeusz Plenkiewicz                                 |
| dowódca szkoły podoficerskiej                            | kpt. Władysław Sarbinowski                               |
| zastępca dowódcy                                         | por. Stanisław Dudarewicz *                              |
| dowódca I plutonu                                        | por. Stanisław Dudarewicz (*)                            |
| dowódca II plutonu                                       | ppor. Bogdan Babiejczuk                                  |
| dowódca III plutonu                                      | ppor. Witold Stanisław Domański                          |
| dowódca IV plutonu                                       | ppor. Napoleon Komarowski                                |
| dowódca I dywizjonu                                      | mjr dypl. Ksawery Floryanowicz                           |
| dowódca 1 baterii                                        | por. Stanisław Bobrowski                                 |
| dowódca plutonu                                          | ppor. Tadeusz Sobolewski                                 |
| dowódca 2 baterii                                        | por. Jerzy Malinowski                                    |
| dowódca plutonu                                          | ppor. Romuald Rode                                       |
| dowódca II dywizjonu                                     | mjr Stanisław Piro                                       |
| dowódca 5 baterii                                        | kpt. Marian Zaleski                                      |
| dowódca plutonu                                          | ppor. Zygmunt Filar                                      |
| dowódca 6 baterii                                        | mjr dypl. Władysław Jan Mierzyński                       |
| dowódca III dywizjonu                                    | mjr Aleksander Krzyżanowski                              |
| dowódca 7 baterii                                        | por. Zbigniew Lubiński                                   |
| dowódca plutonu                                          | ppor. Kazimierz Kirszenstein                             |
| dowódca 8 baterii                                        | kpt. Ignacy Czesław Smosarski                            |
| dowódca plutonu                                          | ppor. Arseniusz Kuczyński                                |
| na kursie                                                | por. Tadeusz Łuniewski                                   |
| na kursie                                                | por. Kazimierz Trojanowski                               |

### Zakwaterowanie
26 pułk artylerii polowej (lekkiej) stacjonował w Skierniewicach w porosyjskich koszarach kawaleryjskich. W części przyziemnej koszarowców znajdowały się stajnie, a na wyższych kondygnacjach kwatery dla żołnierzy. Było ciasno i niehigienicznie. Taka sytuacja trwała do lat trzydziestych, kiedy zbudowano stajnie dla sześciu baterii, a dawne stajnie przebudowano na izby żołnierskie. Jesienią 1921 w Skierniewicach zakwaterowany był I i III dywizjon. II dywizjon mjr. Tadeusza Żukotyńskiego stacjonował we Włocławku. W 1928 pułk kwaterował już całością sił w Skierniewicach.

### Szkolenie w pułku
Gros czasu w garnizonie pułk przeznaczał na szkolenie. Działoczyny i jazdę konną szkolono na   dziedzińcu koszarowym, ćwiczenia terenowe i jazdy zaprzęgami organizowano w pobliskich lasach w Zwierzyńcu, a mały poligon w Raduczu wykorzystywano do  przeprowadzenia ostrych strzelań działonów. Na strzelania i kierowania ogniem większymi pododdziałami pułk wyjeżdżał do Biedruska, do Wołynki i Podlesia nad Bugiem, do Tarnogrodu i Rembertowa, a w ostatnich latach przed wojną do Czerwonego Boru.
Sprawdzianem wyszkolenia były organizowane wspólne z pułkami piechoty manewry w okolicach Skierniewic i w ościennych powiatach. W latach dwudziestych i na początku trzydziestych organizowano trójboje lub pięcioboje bateryjne. Rywalizowano w konkurencjach lekkoatletycznych, rzucie granatem, w walce na bagnety. Oficerowie brali udział w zawodach hippicznych, a najlepsi rywalizowali na szczeblu IV DOK  Łódź. Od 1930 organizowano dla uczniów skierniewickiego gimnazjum im. Bolesława Prusa Przysposobienie Wojskowe Artylerii. W 1931 pluton PWArt. wziął udział w manewrach Przysposobienia Wojskowego zorganizowanych w Spale. Wielu uczniów tej szkoły po maturze wybierało Szkołę Podchorążych Artylerii w Toruniu.

### Pułk w okresie przewrotu majowego
Kiedy w 1926 rozpoczął się  przewrót majowy, gros sił i środków 26 pap wyładowywało się z eszelonów na stacji kolejowej Brzezie, a pododdziały maszerowały na poligon w Wołynce. Rozpoczynająca szkolenie polowe kadra nie opowiedziała się wyraźnie po żadnej ze stron konfliktu. Ci, którzy pozostali w koszarach, popierali stronę rządową. Pomimo że sąsiadujący 18 pułk piechoty poparł Marszałka, nie dochodziło do incydentów w skierniewickim garnizonie. Od początku objęcia władzy przez Józefa Piłsudskiego pułk wysyłał do Belwederu na jego imieniny oficerski patrol konny z życzeniami. Co roku pułk otrzymywał też z Belwederu życzenia z okazji pułkowego święta.

### Święta w pułku
19 maja 1927 minister spraw wojskowych marszałek Polski Józef Piłsudski ustalił i zatwierdził dzień 21 września (rocznicę sformowania pułku w roku 1921) jako datę święta pułkowego. W 1930 zmieniono datę święta pułkowego z dnia 21 września na dzień 30 maja. Od tej pory pułk obchodził swoje święto w rocznicę walki stoczonej przez 7 baterię 7 pap pod wsią Szkarówka w roku 1920.
Szczególnie uroczyście obchodzono dzień święta pułkowego w 1938. W tym roku, kilka dni przed świętem pułkowym, jednostka otrzymała sztandar. Rano, przed kościołem garnizonowym Wniebowzięcia Najświętszej Maryi Panny, odbyła się msza polowa, a później zaprzysiężenie rekrutów. W związku z brakiem w Skierniewicach popa, przysięgę od żołnierzy prawosławnych przyjął Ukrainiec – mjr Pallijenko. Na uroczystościach gościł i przyjmował defiladę przedstawiciel Ministerstwa Spraw Wojskowych gen. Wiktor Thommée. Na trybunie miejsca zajęli też biskup polowy Józef Gawlina, dowódca 26 Dywizji Piechoty płk dypl. Adam Brzechwa-Ajdukiewicz oraz przedstawiciele miejscowych władz ze starostą Farenholcem i burmistrzem Franciszkiem Filipskim. Po południu na placu koszarowym odbył się obiad żołnierski, a po nim, w lesie miejskim, gry i zabawy dla żołnierzy. Wieczorem w kasynie 18 pułku piechoty odbył się bal oficerski.

### Życie kulturalne garnizonu
W Skierniewicach funkcjonowały dwa kina oraz trzecie garnizonowe urządzone specjalnie dla szeregowych. W sali miejscowego sejmiku występowały zespoły artystyczne, najczęściej modne wtedy grupy rewelersów. W okresie karnawału odbywały się w niej bale. Orkiestra 18 pułku piechoty dawała koncerty symfoniczne, a latem grała w parku melodie wojskowe. W okrągłej sali dawnego dworca kolejowego odbywały się wieczorki taneczne. Niewielka odległość do Warszawy i dobre z nią połączenie kolejowe powodowało, że wielu oficerów wolny czas spędzało w stolicy.
W 1930  został wydany „Zarys historji wojennej” pułku autorstwa kapitana Stefana Eustachego Wąsickiego, odznaczonego Krzyżem Walecznych i Medalem Niepodległości, który poległ 7 września 1939 jako dowódca 7 baterii 8 pal.

## 26 pal w kampanii wrześniowej

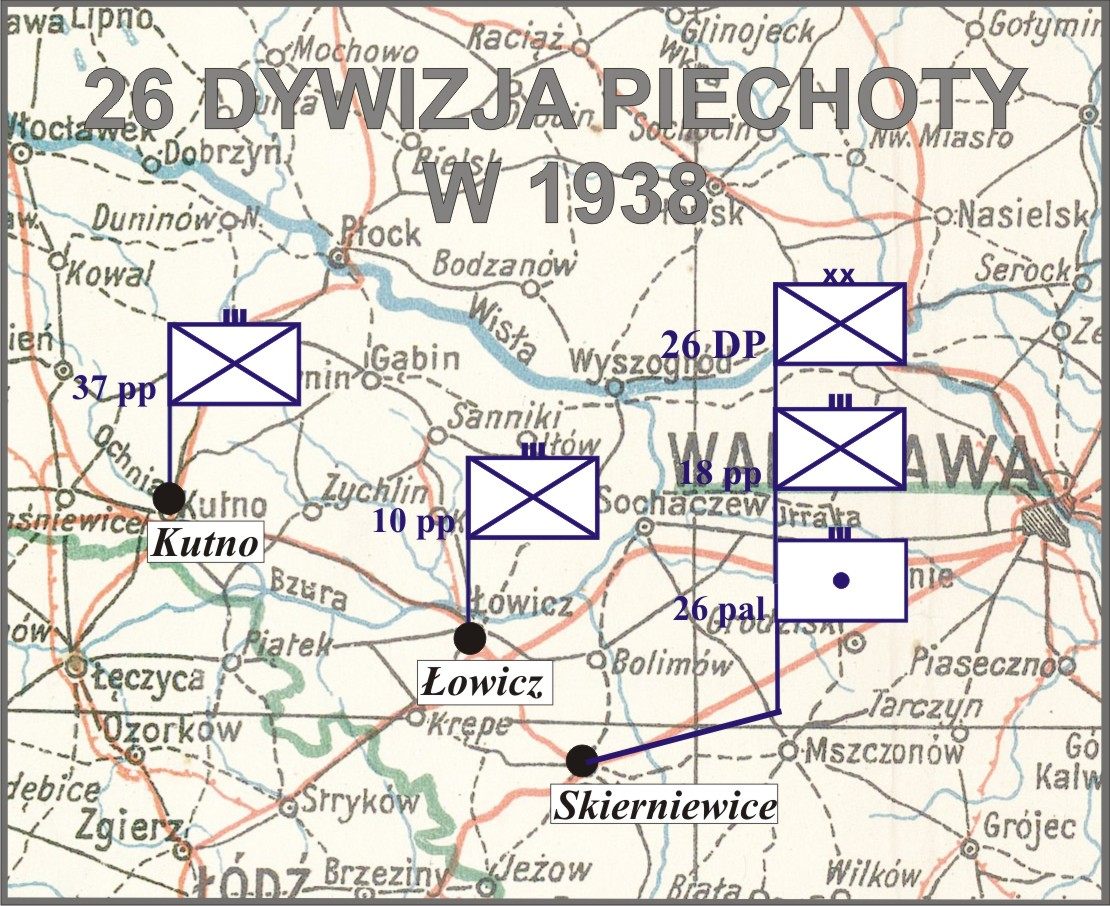
26 DP w 1938

### Mobilizacja
W dniu 23 marca 1939 w godzinach przedpołudniowych rozpoczęto mobilizację alarmową w grupie czarnej 26 pułku artylerii lekkiej w terminach od A+28 do A+54; dodatkowo pododdziałów dywizyjnych:
- pluton parkowy uzbrojenia nr 403, w czasie A+56
- kolumna taborowa nr 420, w czasie A+60
- warsztat taborowy nr 417, w czasie A+60
- 26 dywizjon artylerii ciężkiej (ze stanu pokojowego 26 dac), w czasie od A+60 do A+72.

Dodatkowo w ramach II rzutu mobilizacji powszechnej od dnia 31 sierpnia 1939 zmobilizowano lub rozpoczęto mobilizację:
- I dywizjon armat 54 pułku artylerii lekkiej, w czasie X+3
- bateria marszowa 26 pal, w czasie X+4,
- bateria marszowa 14 pal, w czasie X+5,
- bateria marszowa 17 pal, w czasie X+5[38].

Po zmobilizowaniu pułku 26 marca 1939 I dywizjon został załadowany do transportów kolejowych i przewieziony do rejonu Wągrowca. Dywizjony II i III pozostały we wsiach wokół Skierniewic. 8 lipca załadowano pozostałą część 26 pal do transportów kolejowych i odjechał do miejsca ześrodkowania całej 26 Dywizji Piechoty, na jej 30 kilometrowym odcinku obrony. 10 lipca dywizjony dotarły do wspieranych pułków piechoty na ich odcinkach. I dywizjon przebywał w rejonie Wągrowca i został przydzielony do wsparcia 37 pułku piechoty. II dywizjon zajął okolice Gołańczy i został przydzielony do wsparcia 18 pułku piechoty. III dywizjon nad Notecią przydzielony do wsparcia 10 pułku piechoty. Rozpoznawano główne i zapasowe stanowiska ogniowe, dokonano wyborów punktów obserwacyjnych, pluton topograficzno-ogniowy dokonał pomiarów i obliczeń dla każdej baterii, np. do ześrodkowań ogniowych i ogni zaporowych dywizjonów. Przed wyjazdem pułku do Wielkopolski dowództwo pułku objął ppłk Zygmunt Kapsa. W rejonie obrony dywizji w dniu 3 lipca dowództwo pułku przejął ppłk Hieronim Suszczyński. Prowadzono szkolenie, dokonano zmiany kontyngentu rezerwistów. Prowadzono prace maskujące i inżynieryjne. Dowództwo pułku rozmieszczono w majątku Młodocin. 26 DP wchodziła w skład Armii „Poznań”.

### Działania bojowe
W kampanii wrześniowej 1939 pułk walczył w składzie macierzystej 26 Dywizji Piechoty. Ugrupowanie poszczególnych części 26 pal wyglądało następująco. Na pozycji osłonowej na trzech odcinkach rozwinięto siły dywizji. Odcinek Dębogóra – batalion III/18 pp z baterią 5/26 pal. Na odcinku Gołańcz – dywizjon III/26 pal z 10 pp i 83 batalionem piechoty. Na odcinku Wągrowiec – dywizjon I/26 pal jako wsparcie 37 pp, bez III batalionu z batalionem ON „Wągrowiec”. Odwód – dywizjon II/26 pal, bez 5/26 pal, wspierający 18 pp bez III batalionu.                  

#### Walki nadgraniczne w Wielkopolsce
1 września 1939 26 pal nie posiadał styczności z jednostkami niemieckimi; nieliczne patrole niemieckie przekroczyły granicę, nawiązując styczność z wysuniętymi elementami pułków piechoty 26 DP i straży granicznej. 9 bateria haubic ostrzelała niemieckie pododdziały usiłujące przekroczyć Noteć. Również 2 września baterie II i III dywizjonu oraz 67 dywizjonu artylerii lekkiej sporadycznie otwierały ogień do niemieckich pododdziałów rozpoznawczych przekraczających Noteć i kolumn marszowych przemieszczających się w kierunku Nakła. 3 września dywizjon III/26 pal ostrzelał niemieckie kolumny maszerujące w kierunku Bydgoszczy, zatrzymując ich marsz. Nocą 3/4 września, wobec wycofania się sąsiedniej 15 Dywizji Piechoty z Armii „Pomorze” z przedmościa bydgoskiego, 26 pal wraz z oddziałami 26 DP wycofywał się na pozycję żnińską. 4 września część sił dywizji zajęła pozycję pośrednią. Na odcinku Łabiszyn broniło się zgrupowanie płk. dypl. Tadeusza Parafińskiego:  III/37 pp, 6 batalion strzelców, 83 batalion piechoty, I/10 pp i I/18 pp wsparty przez; II/26 pal, 3/26 pal i 67 dal. Na odcinku Żnin pod dowództwem ppłk Stanisława Kurcza 37 pp (bez III/37 pp) z batalionem ON „Żnin“ i batalionem Straży Granicznej, wspartych przez; I/26 pal (bez 3/26 pal) i III/26 pal. Poza starciami z dywersantami nie nawiązano kontaktu z jednostkami niemieckimi. Nocą 4/5 września dokonano przemarszu; całość 26 DP zajęła stanowiska na pozycji żnińskiej.                  

#### Odwrót przez Kujawy
Od 5 września 26 DP weszła w podporządkowanie Armii „Pomorze”. Kolejnej nocy 5/6 września 26 pal wraz z całą 26 DP podjął dalszy marsz odwrotowy w kierunku południowo-wschodnim. III/26 pal, wraz ze zgrupowaniem 18 pp ppłk. dypl. Wiktora Majewskiego, zajął obronę w okolicach Inowrocławia. I/26 pal, wraz ze zgrupowaniem ppłk. Stanisława Kurcza, zajął obronę na przesmyku pomiędzy jeziorami Wolickim a Chomiąskim. W tym rejonie baterie 26 pal przebywały do wieczora 7 września. Nocą 7/8 września, podczas wycofywania się przez Inowrocław, III dywizjon był ostrzeliwany przez dywersantów niemieckich. 8 września rano dywizjony 26 pal osiągnęły rejony Radziejowa Kujawskiego, Lubienia Kujawskiego i Izbicy. 9 września przesunęły się w rejon Wola Sosnowa, Sarnowo, Grójczyk; dalej bez kontaktu z nieprzyjacielem. Nocą 9/10 września kolejnym marszem 26 pułk wraz z dywizją osiągnął rejon Przedacz, Dąbrowice, stacja kolejowa wąskotorowej Celty. Następnej nocy 26 DP przeszła do rejonu Łanięta, Wola Chruścińska, dwór Kamienna; jednocześnie nieetatowe pododdziały odeszły do Poznańskiej Brygady ON wraz 67 dal. Od 11 września po osiągnięciu wskazanego rejonu, 26 DP powróciła do składu Armii „Poznań”.                  

#### Udział w bitwie nad Bzurą
Wieczorem 11 września 26 DP osiągnęła rejon Żychlina i po krótkim wypoczynku pomaszerowała w kierunku Sochaczewa. Z uwagi na potrzebę utrzymania Sochaczewa wyznaczono do tego batalion II/18 pp wraz z bateriami 5/26 pal i 8/26 pal. Baterie i batalion załadowano na samochody i przetransportowano do rejonu Sochaczewa. 12 września z zachodniego brzegu Bzury baterie 5 i 8 wspierały walki o Sochaczew II/18 pp. Dalekim ostrzałem wspomagały walki o Sochaczew w dniu 13 września pozostałe baterie II i III dywizjonów. Batalion II/18 pp, wspierany w obronie od 14 do 15 września przez 5/26 pal, poniósł straty sięgające 80% stanu wyjściowego. Samodzielnie broniony zachodni brzeg Bzury do godz.16:00 16 września przez 5/26 pal powstrzymał niemiecką piechotę i czołgi na jej wschodnim brzegu. W dniach 14-16 września zgrupowanie płk. Świtalskiego, broniące linii Bzury na północ od Sochaczewa, w rejonie Trojanowa, wspierała bateria 8/26 pal. W tym czasie 14 września od godz. 8:00 na południe od Sochaczewa przez Bzurę w kierunku Skierniewic wyruszyło natarcie 37 pp ze wsparciem dywizjonu I/26 pal, a 10 pp ze wsparciem dywizjonów II/26 pal i III/26 pal, bez 5 i 8 baterii. Oba pułki wspierał też 26 dywizjon artylerii ciężkiej. Pułki 37 i 10 osiągnęły w natarciu miejscowości Jesionna i Bednary. Na tej rubieży kontratakami niemieckimi i silnym ogniem artylerii i broni maszynowej zostały zatrzymane.
Z rozpoznania lotniczego gen. dyw. Władysław Bortnowski dowiedział się, że do rzeki zbliża się duża kolumna czołgów; nakazał dowódcy 26 DP zatrzymać natarcie i zająć obronę na linii Bzury. Płk. dypl. Adam Brzechwa-Ajdukiewicz nie zastosował się do rozkazu i zarządził odwrót, bez obowiązku obrony na linii Bzury. Wycofanie się przerodziło się w ucieczkę, spotęgowaną ostrzałem artylerii i czołgów oraz atakami lotnictwa. Zniszczeniu uległa 4 bateria; poniesiono duże straty w zabitych i rannych, a wielu dostało się do niewoli. W 26 pal ranny został między innymi por. Stanisław Dudarewicz. Niebroniona Bzura na odcinku 26 DP umożliwiła przeprawę przez nią niemieckich 1 i 4 Dywizji Pancernych i rozbicie obu polskich armii prowadzących natarcie na południe. Niemiecka 1 DPanc. doszła do Emilianowa; w pobliskim Gągolinie zajął obronę 18 pp ze wsparciem 26 pal w składzie I dywizjonu, III dywizjonu bez 8 baterii i 6 baterii z II dywizjonu. 15 września 26 pal ogniem na wprost zwalczał niemieckie czołgi i chronił piechotę 18 pp przed czołgami. W trakcie ciężkich walk z niemieckimi czołgami i piechotą oraz od ostrzału artylerii i ataków lotniczych w dniach 15 i 16 września poległ por. Kazimierz Trojanowski i ranny został mjr Stanisław Piro. W walce z czołgami zniszczona została 2 bateria armat; 3 bateria armat po śmierci dowódcy została rozbita przez niemieckie lotnictwo i rozpierzchła się. W trakcie walk oddalił się od pułku i zaginął dowódca pułku wraz z adiutantem pułku.                  
16 września pozostałość 26 pal pomaszerowała w miejsce koncentracji pozostałości 26 DP w rejonie Bud Starych. W marszu walkę z czołgami i w osłonie własnej piechoty prowadziła 6 bateria armat niszcząc kilka z nich. Zbierające się pozostałości dywizji były ostrzeliwane intensywnym ogniem niemieckiej artylerii i bombardowane przez lotnictwo. Na rozkaz płk. dypl. Jana Kulczyckiego w Radziwiłłówce, 17 września, zebrano pozostałość pułku: 6 baterię armat i III dywizjon haubic, z 7 i 9 baterią. Po wystrzeleniu większości amunicji, w dniach 18 i 19 września pozostali przy życiu żołnierze 26 pal dostali się do niemieckiej niewoli. Nieliczni, z mjr. Aleksandrem Krzyżanowskim, kpt. Ignacym Smosarskim i por. Andrzejem Doroszewskim dotarli do broniącej się jeszcze Warszawy.                 

### Oddział Zbierania Nadwyżek 26 pal
Po zmobilizowaniu 26 pal w marcu 1939 pozostały w koszarach nadwyżki rezerwistów i kadry pułku. Na ich bazie dokonywano rotacji żołnierzy rezerwy w 26 pal sukcesywnie przetransportowanym do północno wschodniej Wielkopolski w rejon Wągrowca i Żnina. Nadwyżki zostały zorganizowane w Oddział Zbierania Nadwyżek 26 pal. Podczas mobilizacji powszechnej w jej II rzucie zmobilizowano na bazie OZN 26 pal i napływających dalszych żołnierzy rezerwy od 31 sierpnia 1939 w Skierniewicach dowództwo 54 pułku artylerii lekkiej i jego I dywizjon armat. Pozostałe dalsze nadwyżki osobowe i sprzętu miały dołączyć i wejść w skład Ośrodka Zapasowego Artylerii Lekkiej nr 4. W okresie od czerwca do 30 sierpnia dowódcą OZN 26 pal był ppłk Zygmunt Kapsa, dowódca mobilizowanego 54 pal.
| Obsada personalna i struktura organizacyjna we wrześniu 1939 | Obsada personalna i struktura organizacyjna we wrześniu 1939       |
| Dowództwo                                                    | Dowództwo                                                          |
| ------------------------------------------------------------ | ------------------------------------------------------------------ |
| dowódca pułku                                                | ppłk Hieronim Suszczyński                                          |
| adiutant                                                     | kpt. Józef Czajkowski                                              |
| oficer zwiadowczy                                            | ppor. Witold Stanisław Domański                                    |
| oficer obserwacyjny                                          | ppor. rez. Zygmunt Rostkowski                                      |
| oficer łączności                                             | por. Tadeusz Plenkiewicz                                           |
| oficer broni i pgaz                                          | ppor. Bogdan Babiejczuk                                            |
| dowódca plutonu topograficznego                              | ppor. Karol Schmidt                                                |
| I dywizjon (12 armat 75 mm)                                  |                                                                    |
| dowódca I dywizjonu                                          | mjr Aleksander Krzyżanowski                                        |
| adiutant dywizjonu                                           | ppor. rez. Jan Konarzewski                                         |
| oficer łączności                                             | ppor. rez. Szymon Hirsz                                            |
| oficer obserwacyjny                                          | ppor. rez. Jan Gajdowski                                           |
| oficer łącznikowy                                            | ppor. rez. Bolesław Tartanus                                       |
| oficer płatnik                                               | ppor. rez. Czesław Szczepański                                     |
| oficer żywnościowy                                           | ppor. rez. Jerzy Neugebauer                                        |
| lekarz dywizjonu                                             | ppor. lek. rez. Szmycha Kolm                                       |
| lekarz weterynarii dywizjonu                                 | ppor. lek. wet. Zygmunt Mąkowski                                   |
| dowódca 1 baterii                                            | por. Stanisław Dudarewicz (do 14 IX 1939) ppor. Tadeusz Sobolewski |
| oficer zwiadowczy                                            | ppor. rez. Jan Buchwic                                             |
| oficer ogniowy                                               | ppor. Bronisław Marecki                                            |
| dowódca I plutonu                                            | plut. pchor. rez. Zełmon Fiatto                                    |
| dowódca II plutonu                                           | plut. pchor. rez. Wacław Stępniowski                               |
| dowódca 2 baterii                                            | kpt Stefan Wincenty Grudniewicz                                    |
| oficer zwiadowczy                                            | ppor. rez. Józef Hoffer                                            |
| oficer ogniowy                                               | ppor. Andrzej Rysiński (Rupiński)                                  |
| dowódca I plutonu                                            | pchor. rez. Romuald Szymczak                                       |
| dowódca II plutonu                                           | pchor. rez. Wacław Stępniewski                                     |
| dowódca 3 baterii                                            | por. Kazimierz Trojanowski (†16 IX 1939)                           |
| oficer zwiadowczy                                            | ogn. pchor. rez. Edward Szymczak                                   |
| oficer ogniowy                                               | ppor. Feliks Talipski                                              |
| dowódca I plutonu                                            | ppor. rez. Bernard Maleniewski                                     |
| dowódca II plutonu                                           | pchor. rez. Remigiusz Walczak                                      |
| II dywizjon (12 armat 75 mm)                                 |                                                                    |
| dowódca II dywizjonu                                         | mjr Stanisław Piro                                                 |
| adiutant dywizjonu                                           | ppor. rez. Władysław Pałucki                                       |
| oficer zwiadowczy                                            | ppor. rez. Franciszek Lipiński                                     |
| oficer obserwacyjny                                          | ppor. rez. Roman Raszewski                                         |
| dowódca 4 baterii                                            | kpt. Jan Erlich                                                    |
| oficer zwiadowczy                                            | pchor. rez. Witold Trawiński                                       |
| oficer ogniowy                                               | ppor. Leon Smolarek                                                |
| dowódca I plutonu                                            | pchor. rez. Marian Flabert                                         |
| dowódca II plutonu                                           | pchor. rez. Lucjan Kuciński                                        |
| dowódca 5 baterii                                            | por. Andrzej Doroszewski                                           |
| oficer zwiadowczy                                            | ppor. rez. Mateusz Trzeciak                                        |
| oficer ogniowy                                               | ppor. rez. Lechosław Żurański                                      |
| dowódca I plutonu                                            | ppor. rez. Franciszek Kazimierski                                  |
| dowódca II plutonu                                           | ppor. rez. Zygmunt Łabędzki                                        |
| dowódca 6 baterii                                            | ppor. Arseniusz Kuczyński                                          |
| oficer zwiadowczy                                            | ppor. rez. Mieczkowski                                             |
| oficer ogniowy                                               | ppor. Zygmunt Słowikowski(Sławikowski)                             |
| dowódca plutonu                                              | ppor. rez. Janusz Kotecki                                          |
| III dywizjon (12 haubic 100 mm)                              |                                                                    |
| dowódca III dywizjonu                                        | mjr dypl. Mykoła Palijenko                                         |
| adiutant dywizjonu                                           | ppor. rez. Jerzy Garbolewski                                       |
| oficer zwiadowczy                                            | ppor. rez. Adam Wołyński                                           |
| oficer łącznikowy                                            | ppor. rez. Eugeniusz Flamengo                                      |
| lekarz dywizjonu                                             | ppor. lek. rez. Gontarski                                          |
| lekarz weterynarii dywizjonu                                 | ppor. lek. wet. rez. Jerzy Kurczyński                              |
| dowódca 7 baterii                                            | ppor. Romuald Rode                                                 |
| oficer zwiadowczy                                            | ppor. Wiktor Tarwacki                                              |
| oficer ogniowy                                               | ppor. rez. Łyszkowski                                              |
| dowódca I plutonu                                            | ppor. rez. Krakowiak                                               |
| dowódca II plutonu                                           | ppor. rez. Karpis                                                  |
| dowódca 8 baterii                                            | kpt. Ignacy Czesław Smosarski                                      |
| oficer zwiadowczy                                            | ppor. rez. Tadeusz Eubig                                           |
| oficer ogniowy                                               | ppor. rez. Miksa                                                   |
| dowódca I plutonu                                            | pchor. rez. Piotr Wieprzkowicz                                     |
| dowódca II plutonu                                           | pchor. rez. Wolicki                                                |
| dowódca 9 baterii                                            | kpt. Władysław Sarbinowski                                         |
| oficer zwiadowczy                                            | ppor. rez. Paweł Wiktorski                                         |
| oficer ogniowy                                               | ppor. Tadeusz Sobolewski                                           |
| dowódca plutonu                                              | pchor. rez. Marks                                                  |

## Symbole pułkowe

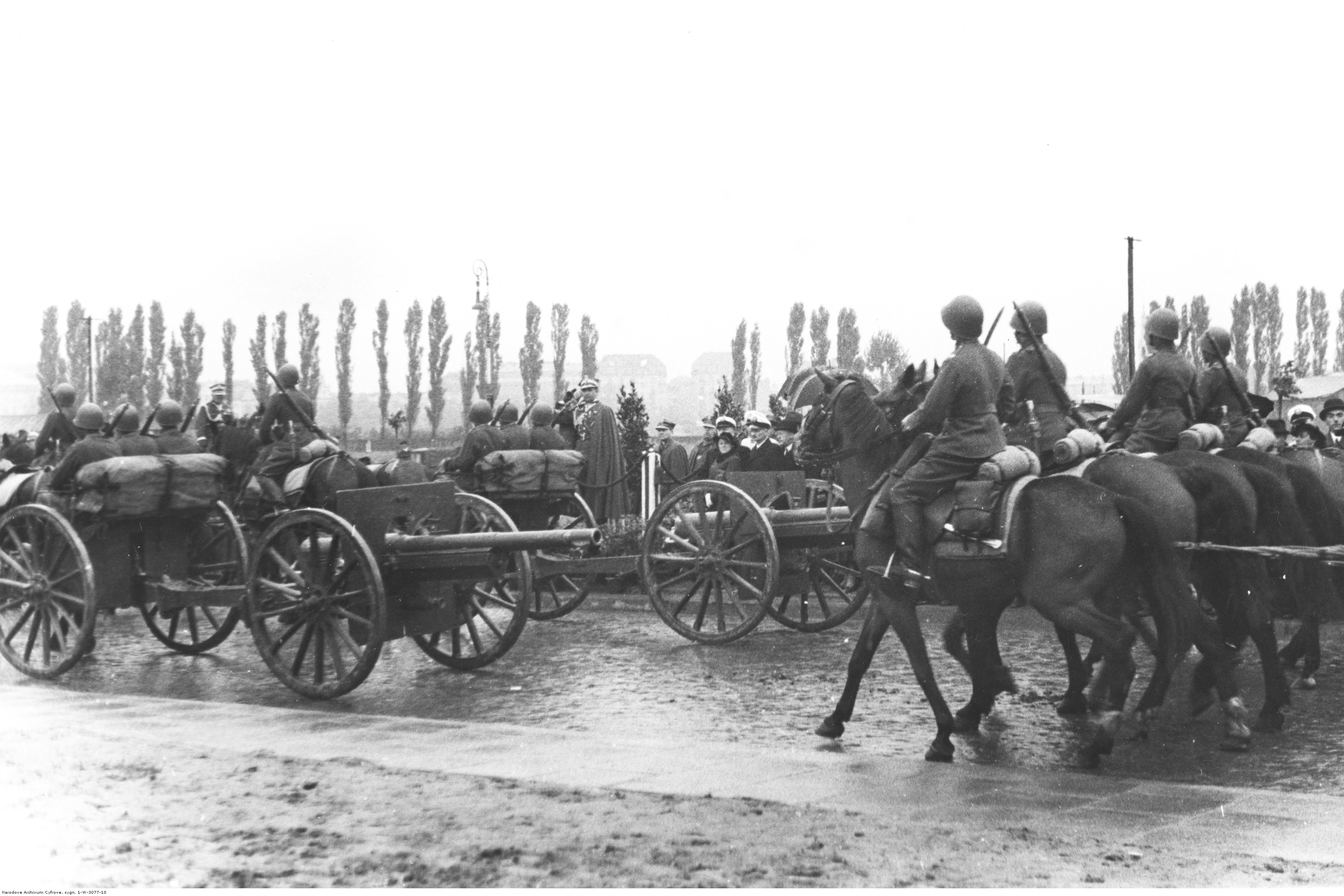
Wręczenie sztandarów jednostkom artylerii i broni pancernej w Warszawie; maj 1938. Defilada - widoczne armaty Schneider wz. 1897

### Sztandar
27 listopada 1937 Prezydent RP Ignacy Mościcki zatwierdził wzór sztandaru dla 26 pal.
26 maja 1938 na Polu Mokotowskim w Warszawie minister spraw wojskowych generał dywizji Tadeusz Kasprzycki, w imieniu Prezydenta RP, wręczył dowódcy pułku sztandar ufundowany przez społeczeństwo miasta i powiatu skierniewickiego. Następnie sztandar przywieziony został do Skierniewic i już na dworcu „przywitały go” kompania honorowa 18 pp ze sztandarem i kompania honorowa 26 pal w szyku konnym.

Sztandar został wykonany zgodnie z wzorem określonym w Dekrecie Prezydenta Rzeczypospolitej Polskiej z 24 listopada 1937 o znakach wojska i marynarki wojennej  opublikowanym w Dzienniku Ustaw Rzeczypospolitej Polskiej nr 5 z 28 stycznia 1938.
Na prawej stronie płata znajdował się amarantowy krzyż, w środku którego wyhaftowano orła w wieńcu z wawrzynu. Na białych polach, pomiędzy ramionami krzyża, znajdowały się cyfry 26 w mniejszych wieńcach z wawrzynu.

Na lewej stronie płata sztandarowego, pośrodku krzyża kawaleryjskiego znajdował się wieniec taki sam jak po stronie prawej, a w wieńcu trzywierszowy napis „HONOR I OJCZYZNA”.

### Odznaka pamiątkowa
20 IV 1926  minister spraw wojskowych generał broni Lucjan Żeligowski zatwierdził odznakę pamiątkową 26 pułku artylerii polowej. Odznakę o wymiarach 52x30 mm stanowił srebrzysty orzeł typu piastowskiego ze złotą koroną, szponami i dziobem trzymający w szponach proporczyk pokryty czarno-zieloną emalią na tle skrzyżowanych złoconych luf armatnich. Na proporczyku wpisano numer i inicjały „26 P.A.P.” Odznaka oficerska jednoczęściowa, wykonana w tombaku srebrzonym, emaliowana, bita z kontrą. Wykonawcą odznaki był Józef Michrowski z Warszawy. W 1931 zamieniono inicjały PAP na PAL. Pierwsze odznaki zostały wręczone 21 września 1926.

### Oznaki na naramiennikach
21 grudnia 1937 patronem 26 pal został król Władysław IV. Od 1938 oficerowie na naramiennikach nosili wyhaftowane inicjały W IV, a nad nimi koronę, a podoficerowie i kanonierzy odznaki metalowe.

## Kadra pułku

### Dowódcy i zastępcy dowódcy pułku
| Stopień, imię i nazwisko              | Okres pełnienia służby                | Kolejne stanowisko                |
| Dowódcy pułku                         | Dowódcy pułku                         | Dowódcy pułku                     |
| ------------------------------------- | ------------------------------------- | --------------------------------- |
| płk art. Oskar Pustówka               | X 1921 – XI 1926                      |                                   |
| płk SG inż. Tadeusz Kurcyusz          | XI 1926 – VIII 1927                   |                                   |
| płk art. Mieczysław Maciejowski       | VIII 1927 – I 1930                    |                                   |
| mjr art. Aleksander Sumczyński        | p.o. I – II 1930                      |                                   |
| ppłk art. Henryk Hintz                | II 1930 – IX 1934                     |                                   |
| ppłk art. Kazimierz Świderski         | p.o. IX – XI 1934)                    |                                   |
| ppłk dypl. art. Jan Kulczycki         | 3 XI 1934 – 28 VI 1939                | dowódca AD 26 DP                  |
| ppłk art. Zygmunt Kapsa               | p.o. 28 VI – 3 VII 1939               |                                   |
| ppłk art. Hieronim Suszczyński        | 3 VII – IX 1939)                      |                                   |
| Zastępcy dowódcy pułku                |                                       |                                   |
| ppłk / płk art. Apolinary Biernacki   | 1924                                  |                                   |
| ppłk art. Wacław I Gilewicz           | od 15 V 1925                          |                                   |
| ppłk art. Tadeusz Żukotyński          | 1926 – III 1929                       | rejonowy inspektor koni Białystok |
| mjr art. Jerzy Kubecki                | IV – VIII 1929                        | dyspozycja dowódcy OK IV          |
| mjr / ppłk art. Aleksander Sumczyński | XII 1929 – VI 1933                    | rejonowy inspektor koni Kielce    |
| ppłk art. Kazimierz Świderski         | VI 1933 – XI 1935                     | kdt SPodof. Zaw. Art.             |
| ppłk art. Zygmunt Kapsa               | 12 II 1936 – 25 VIII 1939             | dowódca 54 pal                    |
| mjr art. Stanisław Hieronim Milli     | (kwatermistrz) 20 X 1937 – 7 VII 1939 | dowódca OP 26 pal                 |

### Żołnierze 26 pułku artylerii lekkiej - ofiary zbrodni katyńskiej
Biogramy ofiar zbrodni katyńskiej znajdują się między innymi w bazach udostępnionych przez Ministerstwo Kultury i Dziedzictwa Narodowego oraz Muzeum Katyńskie.
| Stopień, nazwisko i imię         | Zawód              | Miejsce pracy przed mobilizacją              | Zamordowany |
| -------------------------------- | ------------------ | -------------------------------------------- | ----------- |
| ppor. rez. Jakubowski Henryk     | inżynier           | Wydział Komunikacji Urzędu m. Warszawy       | Katyń       |
| ppor. rez. Kaniewski Edward      | prawnik            | Urząd Celny Warszawa                         | Katyń       |
| kpt. Kosacki Bohdan              | żołnierz zawodowy  |                                              | Katyń       |
| por. rez. Lauterbach Artur       | prawnik            | dyr. fabryki papieru w Czańcu                | Katyń       |
| kpt. rez. Nieniewski Marian      |                    |                                              | Katyń       |
| ppor. rez. Zabłocki Eugeniusz    | inżynier elektryk  | Zjednoczenie Elektrowni Okęgu Radomsko-Kiel. | Katyń       |
| ppor. rez. Beczkowicz Mieczysław | absolwent SGGW     |                                              | Charków     |
| ppor. rez. Buchwic Jan Ludwik    | farmaceuta, mgr    | apteka w Ozorkowie                           | Charków     |
| ppor. Komarowski Napoleon        |                    |                                              | Charków     |
| por. rez. Kornella Marian        | inżynier           | pracował w Kutnie                            | Charków     |
| por. rez. Melosik Feliks         | nauczyciel, mgr    | gimnazjum w Niepokalanowie                   | Charków     |
| ppor. rez. Smoliński Ryszard     | inżynier architekt | pracował w Piotrkowie Tryb.                  | Charków     |
| kpt. Sosenkiewicz Józef          | żołnierz zawodowy  |                                              | Charków     |
| ppor. rez. Szmidt Leonard        | technik            |                                              | Charków     |
| ppor. rez. Szul Jan              |                    |                                              | Charków     |